# Кошмар Фубини
Кошмар Фубини — название кажущегося нарушения теоремы Фубини в не-абсолютно непрерывных слоениях с гладкими слоями. Состоит в том, что множество в расслоенном пространстве, пересекающее все слои по множеству меры ноль (или даже вообще по отдельным точкам), может, тем не менее, иметь положительную (и даже полную) меру в объемлющем пространстве. Такой эффект, на самом деле, теореме Фубини не противоречит, поскольку выпрямляющее отображение слоения не является абсолютно непрерывным.
Существование «кошмара Фубини» затрудняет проведение доказательств для частично-гиперболических динамических систем «послойно» по слоям центрального слоения: это слоение обычно лишь гёльдерово, но не абсолютно непрерывно.
Иллюстративная версия кошмара Фубини была предложена Анатолием Борисовичем Катком и опубликована Джоном Милнором.
Динамическая реализация такого примера была построена для случая центрального слоения в работе Эмили Вилкинсон и Майкла Шуба.

## Конструкция Катка

### Слоение
Для любого {\displaystyle p,\ 0<p<1,} можно рассмотреть кодирование точек отрезка {\displaystyle [0,1]} последовательностями нулей и единиц, с делением очередного отрезка в отношении {\displaystyle (1-p):p}. (Как и при обычном кодировании, при этом будет иметь место отождествление {\displaystyle 0} с хвостом из единиц и {\displaystyle 1} с хвостом из нулей.)
Точка, кодирующаяся данной последовательностью {\displaystyle (a_{1},a_{2},...)\in \{0,1\}^{\mathbb {N} },}, может быть несложно задана явно: отрезок, полученный после первых {\displaystyle n} делений, имеет длину
{\displaystyle l_{n}=p^{\#\{j\leq n:a_{j}=1\}}(1-p)^{\#\{j\leq n:a_{j}=0\}},}
поэтому соответствующая точка равна
{\displaystyle F_{p}(a_{1},a_{2},\dots )=\sum _{n:a_{n}=1}a_{n}(1-p)l_{n-1}=\sum _{n=1}^{\infty }a_{n}p^{\#\{j\leq n-1:\,a_{j}=1\}}(1-p)^{1+\,\#\{j\leq n-1:\,a_{j}=0\}}.}

Слоение Катка

Для фиксированной последовательности {\displaystyle a\in \{0,1\}^{\mathbb {N} }} отображение {\displaystyle p\mapsto F_{p}(a)} аналитично.
Последнее следует из теоремы Вейерштрасса так как ряд задающий {\displaystyle p\mapsto F_{p}(a)} сходится равномерно на компактах внутри пересечения кругов {\displaystyle \{|p|<1\}\cap \{|1-p|<1\}\subset \mathbb {C} }.
Поэтому разбиение квадрата {\displaystyle (0,1)\times [0,1]} на графики по переменной {\displaystyle p} отображений {\displaystyle F_{p}(a)} — кривые {\displaystyle \gamma _{a}=\{(p,F_{p}(a))\mid p\in (0,1)\}}, с параметром {\displaystyle a}, пробегающим {\displaystyle \{0,1\}^{\mathbb {N} }}, — слоение на аналитические кривые.

### Множество
При любом фиксированном {\displaystyle p}, цифры {\displaystyle a_{1}=\xi _{1}(x;p),a_{2}=\xi _{2}(x;p),...} кодирования случайной (выбираемой в соответствии с мерой Лебега) точки {\displaystyle x\in [0,1]} — независимые бернуллевские случайные величины, принимающие значение {\displaystyle 1} с вероятностью {\displaystyle p} и {\displaystyle 0} с вероятностью {\displaystyle 1-p}.
В силу закона больших чисел, при любом {\displaystyle p} для почти всех {\displaystyle x} выполнено
{\displaystyle {\frac {1}{n}}\sum _{j=1}^{n}a_{j}(x;p)\to p,\quad n\to \infty .}
Из теоремы Фубини тогда вытекает, что множество
{\displaystyle M:=\left\{(p,x)\mid {\frac {1}{n}}\sum _{j=1}^{n}a_{j}(x;p){\xrightarrow[{n\to \infty }]{}}p.\right\}}
имеет полную меру Лебега в квадрате {\displaystyle (0,1)\times [0,1]}.
Однако для любой фиксированной последовательности {\displaystyle (a_{i})} предел её чезаровских средних, если он существует, единственнен. Поэтому любая кривая {\displaystyle \gamma _{a}} либо вообще не пересекает множество {\displaystyle M} (если предела нет), либо пересекает в единственной точке {\displaystyle (p,F_{p}(a)),} где
{\displaystyle p=\lim _{n\to \infty }{\frac {a_{1}+\dots +a_{n}}{n}}.}
Таким образом, для построенных слоения и множества {\displaystyle M} имеет место «кошмар Фубини».

## Конструкция Вилкинсон — Шуба
Вилкинсон и Шуб рассматривали диффеоморфизмы, являющиеся малыми возмущениями диффеоморфизма {\displaystyle A\times id} трёхмерного тора {\displaystyle T^{3}=T^{2}\times S^{1}}, где {\displaystyle A=\left({\begin{smallmatrix}2&1\\1&1\end{smallmatrix}}\right):T^{2}\to T^{2}} — диффеоморфизм Аносова. Это отображение, а, значит, и близкие к нему частично гиперболичны. Более того, центральные слои возмущённых отображений будут являться гладкими окружностями, близкими к исходным.
Возмущение Вилкинсон — Шуба, которое берётся в классе сохраняющих меру Лебега отображений, делало диффеоморфизм эргодичным, но при этом центральный показатель Ляпунова становился ненулевым. С точностью до обращения, его можно считать положительным. Тогда множество точек, центральный показатель Ляпунова для которых положителен, имеет в {\displaystyle T^{3}} полную меру Лебега.
С другой стороны, центральные слои-окружности имеют ограниченную сверху длину, поэтому на каждой из них множество точек, в которых происходит растяжение в центральном направлении, обязано иметь меру ноль. Более тонкие рассуждения показывают, что это множество обязано состоять из конечного числа точек, то есть имеет место «кошмар Фубини».